# 후쓰카이치정
후쓰카이치정(二日市町)은 후쿠오카현 지쿠시군에 설치되었던 정이다. 현재의 지쿠시노시에 해당한다.